# Hydrellia toma
Hydrellia toma är en tvåvingeart som beskrevs av Wayne N. Mathis och Tadeusz Zatwarnicki 2010. Hydrellia toma ingår i släktet Hydrellia och familjen vattenflugor.
Artens utbredningsområde är Virginia. Inga underarter finns listade i Catalogue of Life.